# Mustin (Lauenbourg)
Pour les articles homonymes, voir Mustin.
Mustin est une commune allemande située dans l'arrondissement du duché de Lauenbourg, dans le sud-est du land du Schleswig-Holstein. En 2012, elle comptait 726 hab.

## Source
- (de) Cet article est partiellement ou en totalité issu de l’article de Wikipédia en allemand intitulé « Mustin (bei Ratzeburg) » (voir la liste des auteurs).